# الريال البرازيلي (قديم)
العملة الرسمية الأولى للبرازيل هي الريال (تُنطق [ʁeˈaw]؛ جمعها: ريس، ورمزها Rs$. كانت عملة الإمبراطورية البرتغالية، وقد استُخدمت في البرازيل منذ الأيام الأولى للاستعمار، وظلت مستخدمة حتى عام ١٩٤٢، عندما استُبدلت بالكروزيرو.
يأتي الاسم من الكلمة البرتغالية real (بمعنى "ملكي" أو "ملكي") وأُستعار من العملة البرتغالية المستخدمة سابقًا في البرازيل.
أُعيدَ استخدام اسم "ريال" عام ١٩٩٤ للإشارة إلى وحدة العملة الجديدة (ولكن بصيغة الجمع الجديدة "Reais"). ولا تزال هذه العملة مستخدمة. ويعادل الريال الحديث ٢٫٧٥ × ١٠ ١٨ (٢٫٧٥ كوينتيليون ) من الريس القديم.
كانت علامة الدولار في رمز العملة (وفي رموز جميع العملات البرازيلية الأخرى)، والتي تسمى cifrão باللغة البرتغالية، تُكتب دائمًا بخطين عموديين ( ) بدلا من واحد.

## تاريخ
كان الريال البرتغالي هو العملة التي استخدمها المستوطنون البرتغاليون الأوائل الذين وصلوا إلى الأمريكتين، ولكن أول عملة رسمية تُداولت تحمل اسم الريال طُبعت في الواقع في عام 1645 من قبل الهولنديين، أثناء احتلالهم لجزء من شمال شرق البرازيل (1624-1654).
حتى عام 1747 كان الريال البرازيلي هو نفسه الريال البرتغالي، مع peça ذهبية من 13.145 غرام من الذهب الخالص بقيمة 6400 réis أو ومع ذلك، بعد ذلك التاريخ، بدأ الريال البرازيلي في أن يصبح وحدة عملة منفصلة عندما انخفضت قيمة peça رُفع بنسبة 10% في البرازيل (ولكن ليس في البرتغال) إلى 7040 réis تباعدت قيم كلتا الوحدتين بشكل أكبر في القرن التاسع عشر، مع وجود peça ليصبح 8000 réis برتغالي في عام 1837 مقابل 16000 réis برازيلي في عام 1846.
أُحتفظ بالريال البرازيلي عند استقلال البرازيل عام ١٨٢٢. لم يُقسّم إلى وحدات أصغر، وتأثر بتضخم كبير خلال فترة عمله الطويلة. تحولت وحدة العملة العملية من الريال إلى mil réis (ألف réis ') ثم إلى conto de réis (مليون réis، حرفيًا "واحدة من العد من réis ") في السنوات الأخيرة من الجمهورية البرازيلية الأولى.
المبالغ التي تقل عن 1000 réis كانت تُكتب عادةً مُسبقةً بـ "Rs"، كما في "Rs 350". بمبالغ قدرها 1000 réis وفوق ذلك، ظل الحرف "R" هو البادئة، ولكن cifrão، علامة الدولار ذات الخطين، أُدرجت بعد رقم الآلاف مباشرةً — كما في "Rs " for 1,712 réis. لمبالغ قدرها مليون reais وفوق ذلك، أُدرجت أيضًا علامة النقطتين ":" بعد رقم الملايين مباشرةً.
في القرن الثامن عشر وأوائل القرن التاسع عشر، كانت العملة الذهبية تعتمد على peça ذهبية عيار 22 قيراطًا. الذي وزنه أونصة (14.34 جرامًا). تباين معيار العملة الفضية خلال هذه الفترة، حيث ثُبتت العملة المعدنية بقيمة 640 ريالًا عند onça (17.92 جرام) من الفضة عيار 917 في عام 1806. وفي عام 1834، peça أُعيد تقييمها عند réis والفضة ضُبطت العملة المعدنية الحقيقية على 415 حبة (26.89 جرام) من الفضة عيار 917. في عام 1846، وضع معيار الذهب بالميل mil réis ضُبط على 822.076 ملغ من الذهب، وهو انخفاض بنسبة 37.5% عن المعيار السابق.
بعد قيام الجمهورية في عام 1889، انخفضت قيمة العملة، مع ربطها بـ 180 ملغ من الذهب للألف réis عُين في عام 1926. تُخلى عنه في عام 1933 عندما أُنشئت mil réis رُبط بالدولار الأمريكي بمعدل réis = دولار واحد. حدث انخفاض آخر في قيمة الجنيه في عام 1939، عندما رُبط بالدولار الأمريكي بمعدل réis = 1 دولار أمريكي. في عام 1942، أُستبدل الريال cruzeiro بمعدل réis = 1 cruzeiro.

## عملات معدنية
في خمسينيات القرن الثامن عشر، كانت العملات النحاسية متداولة بفئات 5 و10 و20 و40 ريالًا، والعملات الفضية بفئات 75 و150 و300 و600 ريال، والعملات الذهبية بفئات 1000 و2000 و4000 و6400 ريال. أُعيدَ صكُّ العملات الفضية عام 1778، مع طرح عملات من فئات 80 و160 و320 و640 ريالًا. وبين عامي 1780 و1782، أُضيفت العملات الذهبية بفئات 800 و1600 و3200 ريال. في عام ١٨٠٩، طُبعت العملات النحاسية والفضية القديمة بشعار البرتغال، مما ضاعف قيمة العملات من فئات ٥ و١٠ و٢٠ و٤٠ ريالًا، وزاد قيمة العملات من فئات ٧٥ و١٥٠ و٣٠٠ و٦٠٠ ريال إلى ٨٠ و١٦٠ و٣٢٠ و٦٤٠ ريالًا. وبدءًا من عام ١٨١٠، سُكّت عملات إسبانية من فئة ٨ ريالات (" دولارات إسبانية ") لإنتاج ٩٦٠ ريالًا. وطُرحت عملات نحاسية من فئة ٨٠ ريالًا في عام ١٨١١.
بين عامي 1823 و1833، تباينت العملات النحاسية في البرازيل في جميع أنحاء البلاد، مع فئات 10 و20 و1833. أُنتج ٤٠، ٧٥، و٨٠ ريالًا. واستمر إصدار العملات الفضية بفئات ٨٠، ١٦٠، ٣٢٠، ٦٤٠، و٩٦٠ ريالًا، بالإضافة إلى العملات الذهبية بفئتي ٤٠٠٠ و٦٤٠٠ ريال.
بين عامي ١٨٣٣ و١٨٣٥، أُعيدَت صياغةُ العملات. ووُحِّدَت العملات النحاسية في جميع أنحاء البلاد، مع إصدار عملات معدنية مُعَدَّلة من فئات ١٠ و٢٠ و٤٠ ريالًا. كما طُرحت عملات فضية من فئات ١٠٠ و٢٠٠ و٤٠٠ و٨٠٠ و١٢٠٠ ريال، بالإضافة إلى عملات ذهبية من فئة ١٠٠٠٠ ريال.
أدى إصلاحٌ آخر بين عامي ١٨٤٨ و١٨٥٤ إلى خفض نسبة الفضة والذهب في العملات، فصدرت عملات فضية جديدة من فئات ٢٠٠ و٥٠٠ و١٠٠٠ و٢٠٠٠ ريال، وذهبية من فئات ٥٠٠٠ و١٠٠٠٠ و٢٠٠٠٠ ريال. وفي عام ١٨٦٨، طُرحت عملات برونزية من فئات ١٠ و٢٠ ريال، تلتها عملات من النحاس والنيكل من فئات ١٠٠ و٢٠٠ ريال عام ١٨٧١، ثم برونزية من فئات ٤٠ ريال عام ١٨٧٣، ثم نحاسية من فئات ٥٠ ريال عام ١٨٨٦. وتوقف إصدار عملات فئة ١٠ ريال عام ١٨٧٠.
في عام 1901، قُدمت عملات النحاس والنيكل 400 ريس، تلاها النحاس والنيكل 20 ريس في عام 1918. قُدمت عملات الألومنيوم والبرونز 500 و1000 ريس في عام 1922، تلاها النحاس والنيكل 200 ريس، والألومنيوم والبرونز 2000 ريس، والفضة 5000 ريس في عام 1936.

## الأوراق النقدية
صُدرت أول عملة ورقية برازيلية بين عامي 1770 و1793 من قبل Administração Geral dos Diamantes (الإدارة العامة للماس) لدفع رواتب منقبي الماس. صدرت فئات مختلفة من العملات، مكتوبة قيمتها وقت الإصدار. كانت متداولة بقيمتها الاسمية وقابلة للتحويل إلى عملات معدنية. أصدرت مقاطعات مختلفة أوراقًا نقدية بين عامي ١٨٠٨ و١٨٥٧، بفئات، 75، 150، 300، 450، 500، 600، 10.000، 25.000، 50.000، 100.000 ريال.
أول Banco do Brazil تأسس عام ١٨٠٨ وبدأ بإصدار الأوراق النقدية عام ١٨١٠، بفئات ٣٠، ٤٠، ٥٠، ٦٠، ٧٠، ٨٠، ٩٠، ١٠٠، ٢٠٠، ٣٠٠ و٤٠٠ مليون ريال، مع إضافة فئات ٤، ٦، ٨، ١٠، ١٢ و٢٠ مليون ريال عام ١٨١٣، و١ و٢ مليون ريال عام ١٨٢٨. أُغلق هذا البنك عام ١٨٢٩.
في عام ١٨٣٣، أصدرت الحكومة أوراقًا نقدية نحاسية من فئات ١، ٢، ٥، ١٠، ٢٠، ٥٠، و١٠٠ مليون ريال. وفي عام ١٨٣٥، أعقبتها أوراق نقدية من الخزانة من فئات ١، ٢، ٥، ١٠، ٢٠، ٥٠، ١٠٠، ٢٠٠، و٥٠٠ مليون ريال. وفي عام ١٨٧٤، أُضيفت أوراق نقدية من فئة ٥٠٠ مليون ريال، ثم طُرحت أوراق نقدية من فئة ١٠٠٠ مليون ريال عام ١٩٢١. واستمر إصدار أوراق الخزانة طوال الفترة المتبقية من تداول الريال، وطُبعت الإصدارات الأخيرة بختم إضافي لإنتاج أولى أوراق نقدية من فئة كروزيرو.
بين عامي ١٨٥٠ و١٨٩٣، أصدر عدد من البنوك الخاصة عملات ورقية بفئات تتراوح بين ١٠ و٥٠٠ مليون ريال. ومن بينها بنك البرازيل (١٨٥٣-١٨٩٠)، Banco do Maranhão (1857–1885) وبانكو Banco da República dos Estados Unidos do Brasil (1890–1892).
أصدرت الحكومات الإقليمية النقود الورقية بين عامي 1892 و1897. وتضمنت الفئات 100 و200 و500 ريال و1 و2 و5 و10 و50 و100 و200 و500 مليون ريال، مع إصدارات من ألاغواس وأمازوناس ومارانهاو وبيرنامبوكو وريو غراندي دو نورتي وسيرجيبي.
بين عامي 1906 و1910، أُنشئت Caixa de Conversão أصدر أوراقًا نقدية من فئات 10، 20، 50، 100، 200، 500، و1000 مليون ريال (حساب واحد). في عام 1905، تأسس بنك برازيل آخر، وأصدر عملات ورقية بين عامي 1923 و1942 من فئات 1، 2، 5، 10، 20، 50، 100، 200، 500، و1000 مليون ريال. ومنذ عام 1923، تغير اسم البنك إلى Banco do Brasil. في عام 1926، Caixa de Estabilização إصدار أوراق نقدية ذهبية من فئات 10، 20، 50، 100، 200، 500 و1000 مليون ريال.

أصدرت الحكومات الإقليمية النقود الورقية مرة أخرى بين عامي 1924 و1942. وشملت الفئات 2، 5، 10، 20، 50، 100، 200 و500 مليون ريال، مع إصدارات من ميناس جيرايس، ريو غراندي دو سول وساو باولو. أُستبدلت الأوراق النقدية الأخيرة من "الريس" بأوراق نقدية كروزيرو وسُحبت في عام 1955.

مجموعة مختارة من الأوراق النقدية من فئة ريس
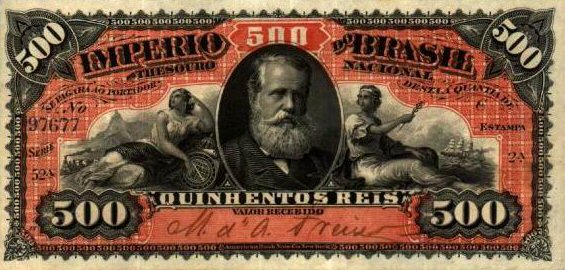
ورقة نقدية بقيمة 500 ريال من عام 1880، خلال الفترة الإمبراطورية، تحمل صورة الإمبراطور بيدرو الثاني.
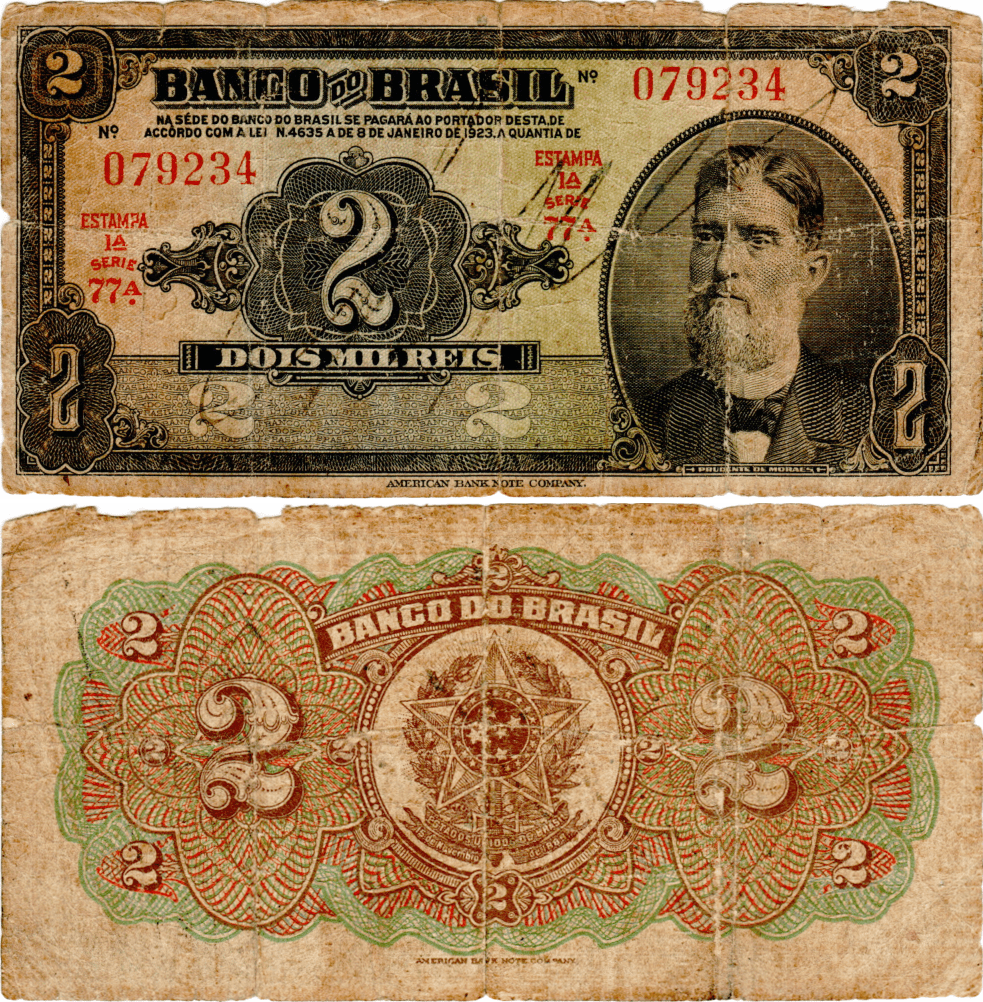
2 مليون ريال (2000 دولار) من عام 1923 تحمل تمثال برودينتي دي مورايس
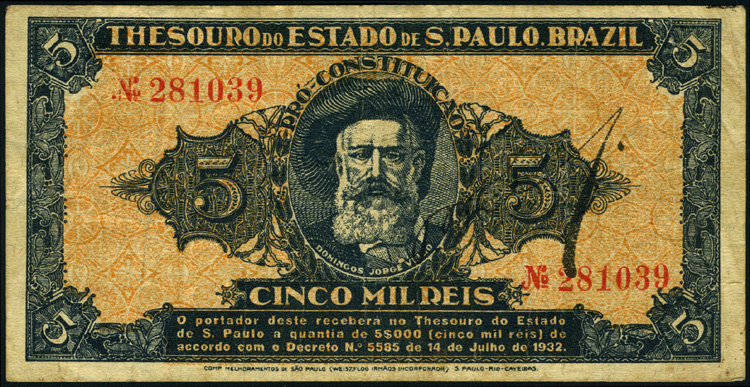
ورقة نقدية بقيمة 5 مليون ريال برازيلي (5000 دولار) أصدرتها خزانة ولاية ساو باولو بسبب النقص النقدي خلال الثورة الدستورية عام 1932.
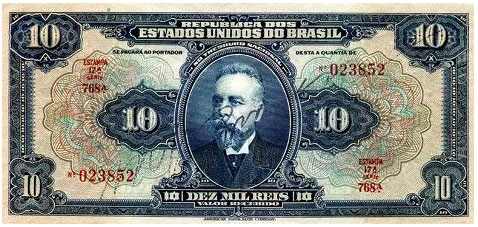
ورقة نقدية بقيمة 10 ملايين ريال (10000 دولار) من عام 1925 تحمل صورة الرئيس كامبوس ساليس.
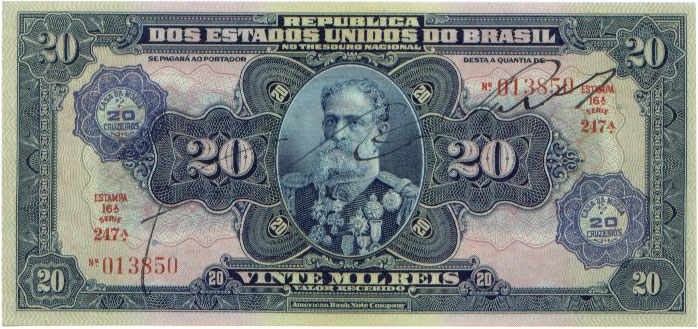
ورقة نقدية بقيمة 20 مليون ريال (20 ألف دولار) من عام 1925 مع تمثال المارشال ديودورو دا فونسيكا.
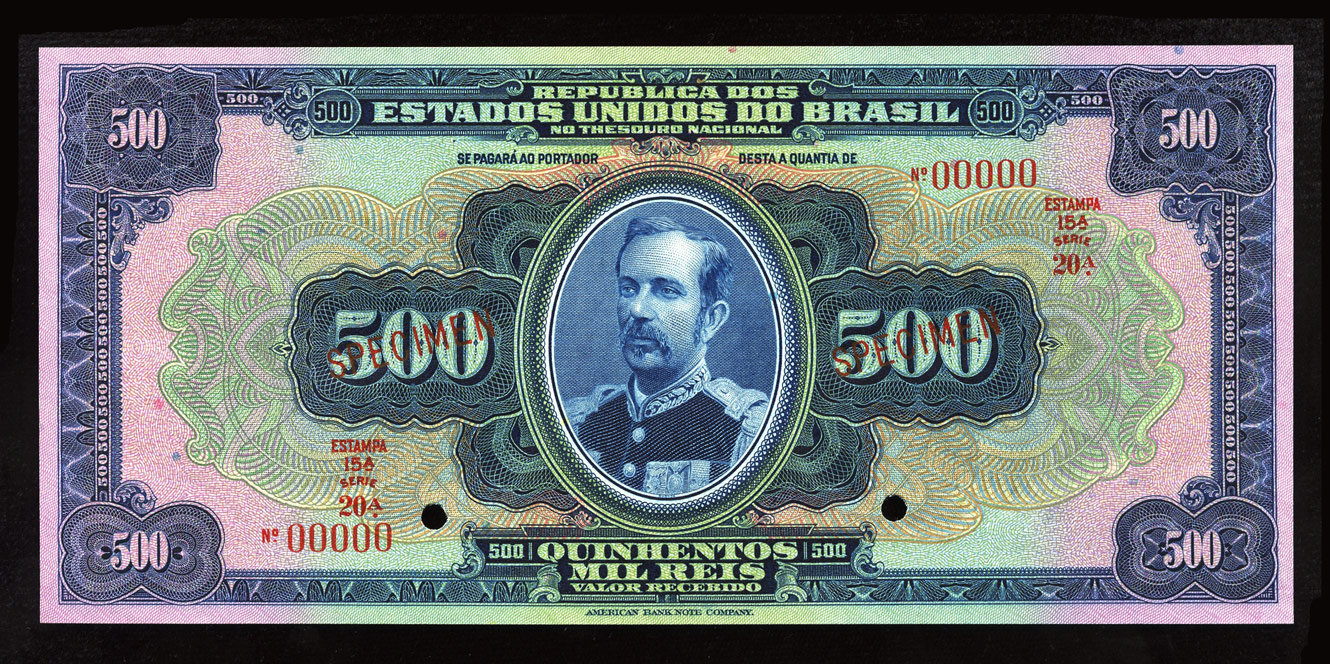
ورقة نقدية بقيمة 500 مليون ريال (500000 دولار) من عام 1931 مع تمثال المارشال فلوريانو بيكسوتو.
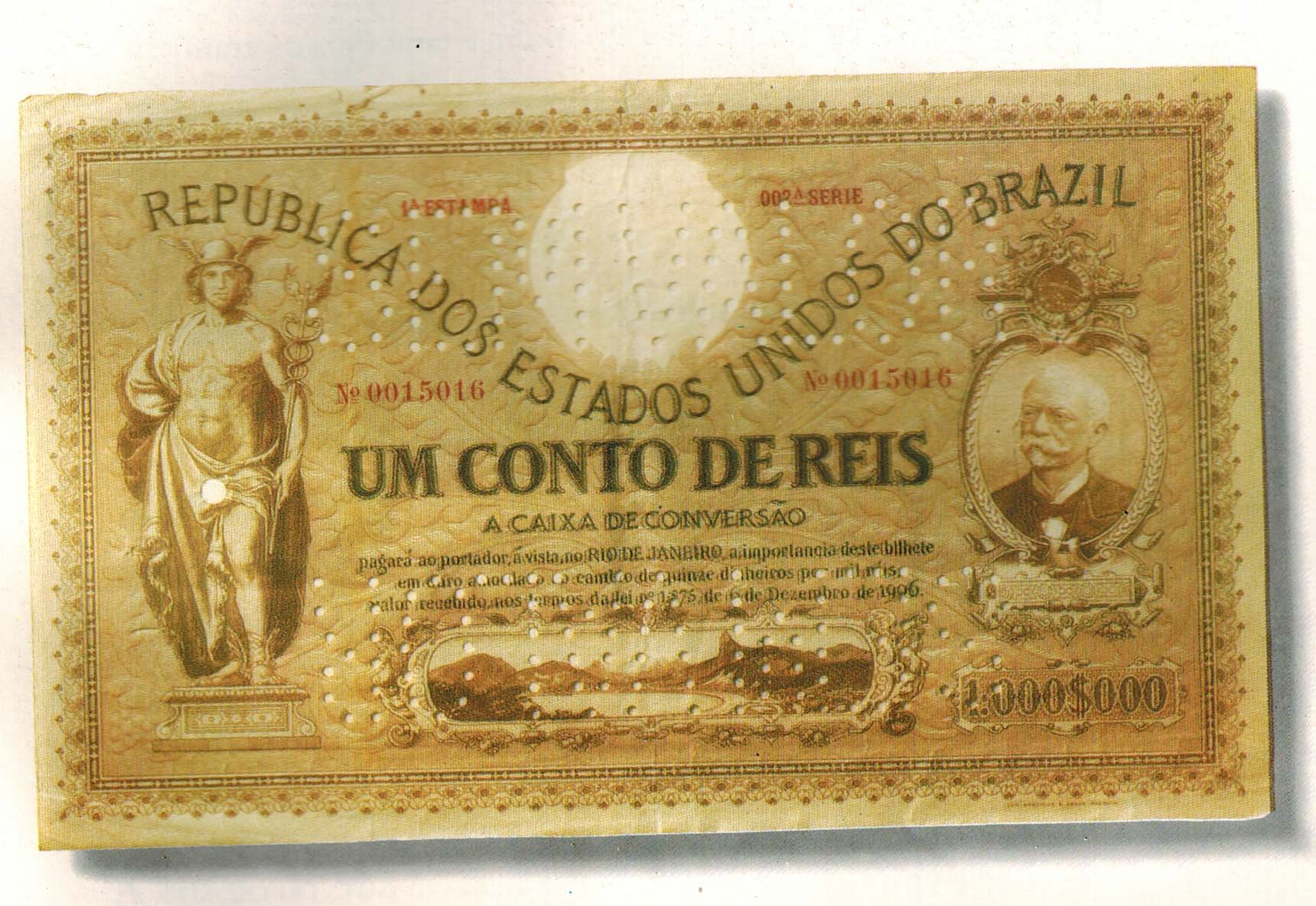
مليون ريس – أو 1 conto de réis - الورقة النقدية (1:000$000) من عام 1907 الصادرة عن Caixa de Conversão.
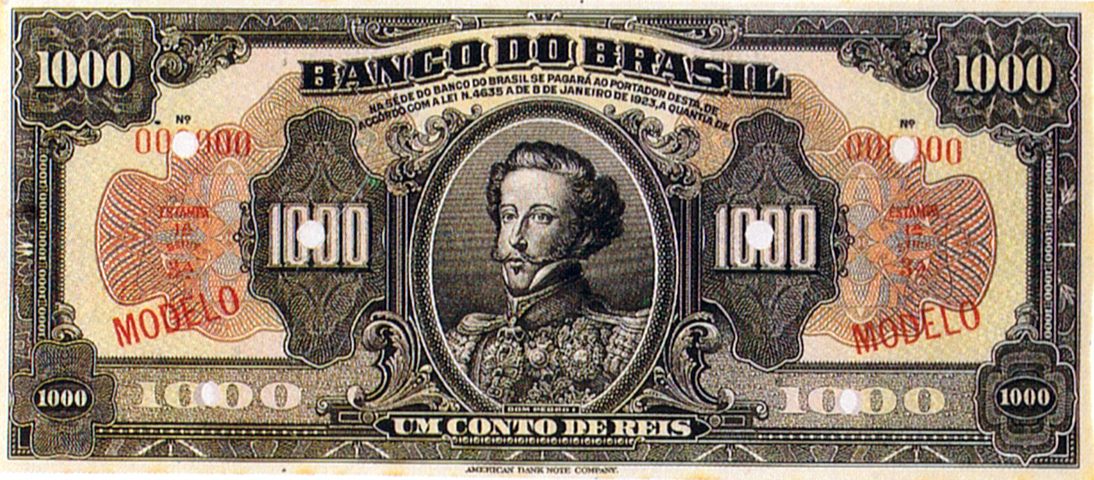
ورقة نقدية بقيمة مليون ريال برازيلي من عام 1923 تحمل صورة الإمبراطور بيدرو الأول.

## روابط خارجية
- عملات البرازيل مع الصور
- صور الأوراق النقدية البرازيلية التاريخية والحديثة